# Poliocrania exsul
El hormiguero dorsicastaño (Poliocrania exsul), también denominado hormiguero de lomo castaño u hormiguerito dorsicastaño, es una especie de ave paseriforme de la familia Thamnophilidae; era la única perteneciente al género Poliocrania hasta la propuesta separación de Poliocrania maculifer. Anteriormente formaba parte del amplio género Myrmeciza, de donde fue separada recientemente, en 2013. Es nativo de América Central y del noroeste de América del Sur.

## Distribución y hábitat
Se distribuye desde la pendiente caribeña del este de Honduras, por Nicaragua, Costa Rica, Panamá, norte de Colombia, y por la pendiente del Pacífico del oeste de Colombia y Ecuador.
Esta especie es considerada bastante común en su hábitat natural: el sotobosque de selvas húmedas de tierras bajas, principalmente debajo de los 900 m de altitud.

## Sistemática

### Descripción original
La especie P. exsul fue descrita por primera vez por el zoólogo británico Philip Lutley Sclater en 1859 bajo el nombre científico Myrmeciza exsul; la localidad tipo es « Gatún, Colón, Panamá.»

### Etimología
El nombre genérico masculino «Poliocrania» se compone de las palabras del griego «polios» que significa ‘gris’, ‘ceniza’ y «kranios» que significa ‘cabeza’, ‘cráneo’; y el nombre de la especie «exsul» en latín significa ‘exilio’, ‘remoto’.

### Taxonomía
La historia del género Myrmeciza se caracteriza por décadas de controversias e incertezas. Autores más recientes expresaron dudas consistentes en relación con la monofilia del grupo, pero no había ninguna revisión disponible que realmente probase la monofilia del grupo.
El estudio de Isler et al. 2013 presentó resultados de filogenia molecular de un denso conjunto de taxones de la familia Thamnophilidae (218 de 224 especies). Estos datos suministraron un fuerte soporte a la tesis de que Myrmeciza no era monofilético y que sus miembros están distribuidos en tres de las cinco tribus de la subfamilia Thamnophilinae propuestas por Moyle et al. 2009. También se compararon las características morfológicas, comportamentales y ecológicas de las especies de Myrmeciza con sus parientes próximos dentro de cada tribu, con el objetivo de determinar los límites genéricos.
Como resultado de estos análisis, los autores propusieron que las especies entonces situadas en Myrmeciza fueran reasignadas al propio género y a otros once, cinco de los cuales fueron resucitados: Akletos, Myrmelastes, Myrmoderus, Myrmophylax y Sipia, y seis de los cuales fueron descritos por primera vez: Ammonastes, Ampelornis, Aprositornis, Hafferia, Poliocrania, y Sciaphylax.
Específicamente en relación con la entonces especie Myrmeciza exsul , Isler et al. 2013 demostraron que estaba hermanada a un clado formado con las especies de Myrmeciza actualmente incluidas en el género Sipia y Myrmeciza griseiceps (actual Ampelornis griseiceps). A todo este grupo lo denominaron un «clado exsul», dentro de una tribu Pyriglenini. Para resolver esta cuestión taxonómica, sugirieron un género apenas para exsul. Como no había ningún nombre disponible, describieron un nuevo género Poliocrania. En la Propuesta N° 628 al (SACC), se aprobó este cambio, junto a todos los otros envolviendo el género Myrmeciza.
Los cambios fueron adoptados por la clasificación Clements checklist v.2017, y por el Congreso Ornitológico Internacional (IOC 2018, versión 8.1).
Las clasificaciones Aves del Mundo y Birdlife International consideran a la subespecie P. e. maculifer (junto com cassini) como una especie separada Poliocrania maculifer, el hormiguero colicorto, con base en diferencias morfológicas y a pesar de reconocer que las vocalizaciones son idénticas. Sin embargo, esto no es todavía reconocido por otras clasificaciones. El Comité de Clasificación de Sudamérica (SACC) rechazó la separación en la Propuesta No 965 con base en las diferencias mínimas de vocalización y a la aparente existencia de intermediarios en la región de Darién y a la falta de estudios publicados en esta zona de contacto.

### Subespecies
Según las clasificaciones del IOC y Clements Checklist, se reconocen cinco subespecies, con su correspondiente distribución geográfica:
- Grupo politípico exsul:
  - Poliocrania exsul exsul (P. L. Sclater, 1859) — pendiente caribeña desde el este de Honduras al sur hasta el oeste de Panamá (hacia el este hasta la zona del Canal en Colón).
  - Poliocrania exsul occidentalis (Cherrie, 1891) — pendiente del Pacífico en Costa Rica y oeste de Panamá (Chiriquí, Veraguas).
  - Poliocrania exsul niglarus Wetmore, 1962) — este de Panamá (desde Colón al este del Canal, y pendiente del Pacífico en la provincia de Panamá y noroeste de Darién) y adyacente extremo noroeste de Colombia (norte de Chocó).

- Grupo politípico maculifer/cassini:
  - Poliocrania exsul cassini (Ridgway, 1908) — extremo sureste de Panamá (Darién al sur del golfo de San Miguel) y norte de Colombia (norte del Chocó al este hasta el sur de Cesar y bajo valle del Magdalena al sur hasta Bolívar).
  - Poliocrania exsul maculifer (Hellmayr, 1906) — pendiente del Pacífico en el centro oeste y suroeste de Colombia (hacia el sur desde el centro del Chocó) y oeste de Ecuador (al sur hasta El Oro).